# IC 4923
IC 4923 ist eine Linsenförmige Galaxie vom Hubble-Typ SB0 im Sternbild Teleskop am Südsternhimmel. Sie ist rund 246 Millionen Lichtjahre von der Milchstraße entfernt und hat einen Durchmesser von etwa 70.000 Lichtjahren. 

Im selben Himmelsareal befinden sich u. a. die Galaxien IC 4915, IC 4918, IC 4925, IC 4932.
Das Objekt wurde am 31. August 1904 von Royal Harwood Frost entdeckt.